# Колумбусплац (станция метро)
«Колумбусплац» (нем. Kolumbusplatz) — станция Мюнхенского метрополитена, расположенная между станциями «Фраунхоферштрассе» на линиях  и  и «Кандидплац» на линии  и «Зильберхорнштрассе» на линии . Станция находится в районе Ау-Хайдхаузен (нем. Au-Haidhausen) и имеет три пути и две платформы.

## История
Открыта 18 октября 1980 года в составе участка «Шайдплац» — «Нойперлах Зюд». Станция названа, как улица и площадь над ней, в честь испанского мореплавателя и открывателя новых земель Христофора Колумба. Центральный путь, вплоть до открытия южной ветки  в 1997 году, оставался неиспользованным, хотя и сдался в эксплуатацию при открытие станции.

## Архитектура и оформление
Станция мелкого заложения, имеет три пути и две платформы. На боковую платформу приходят поезда из центра и потом расходятся в разных направлениях. На центральный путь островной платформы приходит поезд линии , боковой — линии . Стены станции облицованы округленными оранжевыми цементо-волокнистыми плитами. Колонны отделаны зелёным кафелем. Пол выложен бетонными блоками в мотиве гальки Изара, потолки облицованы алюминиевыми панелями с тремя рядами ламп. Имеет по два выхода на обеих концах платформ с общими подземными вестибюлями. Примерно на высоте человеческого роста по всей путевой стене проходит красная полоса. В 1987 году на обеих платформах, в южной их части, были установлены лифты, которые идут непосредственно на улицу.

## Таблица времени прохождения первого и последнего поезда через станцию

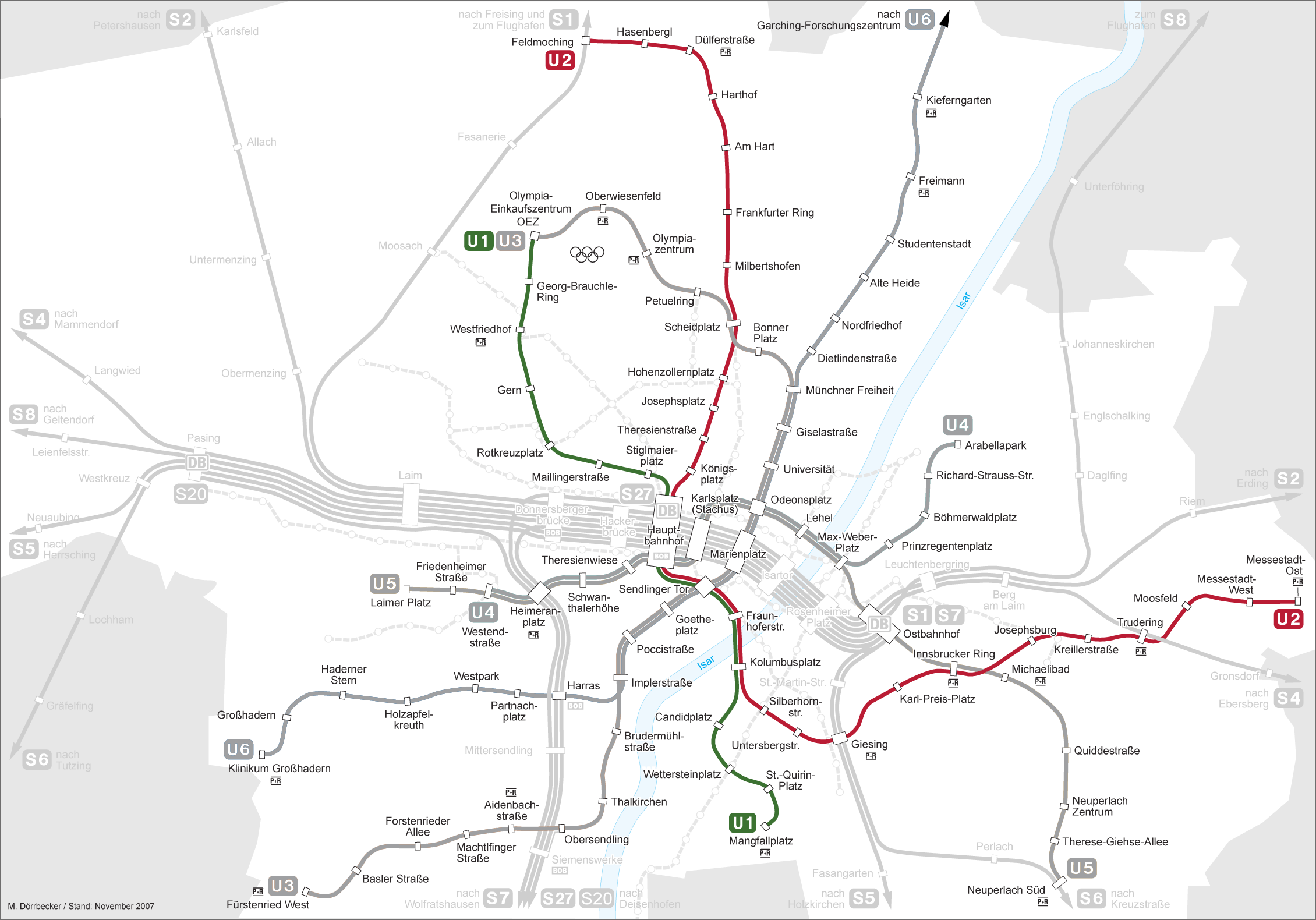
Сеть линий и мюнхенского метро

|                                        | Воскресенье — Четверг (ч:мм) | Пятница — Суббота (ч:мм) |
|                                        | первый                       |                          |
| последний                              |                              |                          |
| В сторону станции «Фраунхоферштрассе»  | 4:27                         | 4:27                     |
| В сторону станции «Фраунхоферштрассе»  | 1:11                         | 2:11                     |
| В сторону станции «Кандидплац»         | 4:43                         | 4:43                     |
| В сторону станции «Кандидплац»         | 1:26                         | 2:26                     |
| В сторону станции «Зильберхорнштрассе» | 4:39                         | 4:39                     |
| В сторону станции «Зильберхорнштрассе» | 1:22                         | 2:22                     |

## Пересадки
Проходят автобусы следующих линий: 52 и 58.
| Предыдущая станция | Расстояние | Линия | Расстояние | Следующая станция  |
| ------------------ | ---------- | ----- | ---------- | ------------------ |
| Фраунхоферштрассе  | 1116 м     |       | 898 м      | Кандидплац         |
| Фраунхоферштрассе  | 1116 м     |       | 711 м      | Зильберхорнштрассе |